# آلمان در المپیک تابستانی ۱۸۹۶
آلمان در بازی‌های المپیک تابستانی ۱۸۹۶ که در شهر آتن یونان برگزار شد، کاروان آلمان با ۱۹ ورزشکار در این رقابت‌ها شرکت کرد و موفق به کسب ۱۳ مدال (۶ طلا، ۵ نقره، ۲ برنز) شد. در جدول رتبه‌بندی توزیع مدال‌ها، آلمان در ردهٔ ۳ مسابقات قرار گرفت.